# Aspidophoroides
Aspidophoroides és un gènere de peixos pertanyent a la família dels agònids.

## Taxonomia
- Aspidophoroides bartoni (Gilbert, 1896)[2]
- Aspidophoroides monopterygius (Bloch, 1786)[3][4][5][6][7][8][9]